# オーストリア・バレエ・スクール
オーストリア・バレエ・スクール（Austrian Ballet School, 以下ABS）とは、日本で初めての全額奨学金制度を導入したプロバレエダンサー養成のためのバレエ学校である。
2009年4月、東京都港区に開校。

## 概要
「真の才能はありとあらゆる方面から保護されるべきであり、経済的な支援、自由な環境、国際的な水準の指導が豊かに与えられるべきだ」という考えに基づき、海外では一般的な奨学金制度を導入した国際的レベルのバレエ学校を日本に設立することが目指された。

## 沿革
- 2008年11月 初オーディション、15人が第一期生として認められる。
- 2009年4月 開校。
- 2010年1月　第二期生オーディション実施。

## 教育
ABSのレッスンはウィーン国立歌劇場バレエ学校と同じワガノワ・メソッドを用いて行われる。クラシック・バレエのレッスンを提供しながら、キャラクター・ダンスやコンテンポラリー・ダンスやジャズダンス、ヒップホップのクラスも併設し、幅広いダンスの素養を身につける。卒業時には、ディプロマを授与する。
また、パドドゥの指導にも力を入れており、男女それぞれの目から観た、正しいパートナーリングの知識を指導している。

### 主なレッスン
- クラシック・バレエ
- ポアント
- パ・ド・ドゥ
- キャラクター
- ジャズダンス
- ヒップホップ
- コンテンポラリー・ダンス
- バレエ学／歴史
- 舞台メイク

## 奨学金制度
ABSの奨学金制度は、入学オーディションで優秀だった生徒に対して全額または一部奨学金を認め、全額奨学生の場合は３年間のレッスン料、公演参加費、衣装代などが無料になるシステムである。

## 主な講師陣

### 講師
- 三谷梨央 - ABC & ABS芸術監督
- クリスティアン・マルティーヌ - ABC & ABS芸術監督
- 高木亜理紗 - ABSアシスタント・ディレクター
- 田中みどり - ABCアシスタント・ディレクター

### 特別講師
- エヴェリン・テリ教授 - ウィーン国立歌劇場バレエ学校・教師
- ハーラルド・ウヴェ・ケルン - ウィーン国立歌劇場バレエ団・元ソリスト